# María Consuelo Porras
Pour les articles homonymes, voir Porras.
María Consuelo Porras Argueta, née le 23 août 1953 à San Juan Comalapa (Guatemala), est une avocate. Elle est Procureure générale du Guatemala depuis 2018. Ses actions à son poste visent notamment à freiner les enquêtes concernant la corruption dans le pays.

## Biographie
Professeur d'université, elle est membre de la Cour constitutionnelle de 2016 à 2018.
Elle est nommée procureure générale (ministre de la Justice) en 2018 par le président Jimmy Morales et reste en fonction sous son successeur Alejandro Giammattei. À ce poste, elle s'oppose frontalement au travail du Procureur spécial contre l’impunité, qui enquêtait sur la corruption des élites économiques et politiques du pays, qu'elle finit par démettre de ses fonctions. Cette décision provoque des manifestations réclamant sa démission et celle du président Giammattei.
Une répression est ensuite exercée contre les responsables de la lutte anti-corruption. Cinq juges du parquet spécial contre l’impunité et un ancien représentant de la Commission internationale contre l'impunité au Guatemala sont incarcérés en 2022 sous le motif d'« obstruction » ou « abus d’autorité ». Une répression dénoncée par Amnesty International et par le centre pour l'Action légale en droits humains du Guatemala, qui met en cause un « système complètement corrompu ».
Ses actions ont conduit l'Union européenne à la désigner comme un risque pour la démocratie dans son pays, et a renouvelé en 2024 des sanctions émises à son encontre. Les États-Unis et l'UE la considère comme un acteur corrompu et anti-démocratique.  

## Sources
- (en) Cet article est partiellement ou en totalité issu de l’article de Wikipédia en anglais intitulé « María Consuelo Porras » (voir la liste des auteurs).